# 千葉県立美術館
千葉県立美術館（ちばけんりつびじゅつかん）は、千葉県千葉市中央区中央港にある美術館。1974年(昭和49年)10月開館。代表的なコレクションに、近代日本洋画の先駆者として活躍した浅井忠及びその師弟や周辺美術家の作品、近代日本洋画に影響を及ぼしたバルビゾン派の画家フランソワ・ミレーや印象派の画家オーギュスト・ルノワール、近代日本工芸の発展に尽力した金工家香取秀真、津田信夫を中心とした金工史上の代表的な美術家の作品などがある。

## 概要
1968（昭和43）年にまとめられた県立博物館設置構想に基づき、1973（昭和48）年4月、教育庁文化課に美術館準備班が置かれ、開館準備が始められた。
1974（昭和49）年3月に展示棟が竣工され、同年4月1日に機関設置された後、10月23日に美術館が開館。
1976（昭和51）年2月に管理棟、1980（昭和55）年2月に県民アトリエ棟が完成し、1988（昭和63）年に第8展示室と収蔵庫、機械室が増築される。
2013（平成25）年1月から2年間の耐震補強等改修工事による休館を経て、2015（平成27）年1月23日に再開館した。

近現代以降の千葉県にかかわりのある美術家の作品及び関係資料を重点的に収集するとともに、日本内外の美術家の作品及び関係資料を収集。

「みる・かたる・つくる」総合的な美術館活動を基本方針とし、以下の事項を使命とする。
1. 調査・研究を基に、新たな美術資料の発見と価値を見出し、千葉県の美術・文化に関する資料を収集・保存し、後世に伝える。
2. 美術資料や調査・研究の成果を知的資産として蓄積し、その情報を発信することによって県民と共有し、美術の振興と発展に寄与する。
3. 県民に専門性や体験を重視した生涯学習の機会を提供し、美術や文化を愛する人材を育成する。
4. 美術館は地域の核となって、美術をとおしてまちづくり、地域文化振興、地域おこし、といった地域づくりを支援する[2]。

千葉県ゆかりの美術家の作品を重点的に収集している。
玄関前には、佐倉市出身の画家浅井忠の像が置かれている。
具象画の「浅井忠記念賞展」を開催している。
月曜日休館（ただし、月曜日が祝日・振替休日に当たるときは開館し、翌日休館）。
情報資料室、カフェレストラン、ミュージアムショップ併設。

## 主な収蔵品
日本画では、千葉市出身の石井林響や東山魁夷の作品など。また洋画では、浅井忠のほか、梅原龍三郎の作品などを収蔵している。
- 浅井忠「藁屋根」[7]、「漁婦」[8]
- 高村光太郎「手」[9]、「裸婦坐像」[10]
- 石井林響「木華開耶姫」[11]
- 東山魁夷「春雪」[11]、「門」[12]、「秋深」[12]、「リトグラフィ集（冬の詩）」[12]、「濤声」[12]
- 浜口陽三「パリの屋根」[13]
- ミレー「垣根に沿って草を食む羊」[14]
- フォンタネージ「十月、牧場の夕べ」[15]、「牛を追う農婦」[8]
- ルノワール「少女像」[16]

## 交通アクセス
徒歩
- JR京葉線及び千葉都市モノレール「千葉みなと駅」徒歩10分。

車
- （東京方面から）東関東自動車道『湾岸習志野』I.Cから約20分
- （成田方面から）京葉道路『穴川』I.Cから約20分
- （東金方面から）千葉東金道路『千葉東』I.Cから約20分
- （館山方面から）京葉道路『松ケ丘』I.Cから約20分

＊無料駐車場78台（うち2台は身体障害者用）。
近くには、千葉ポートパークや千葉ポートタワーがある。

### SNS
- 千葉県立美術館 (@chiba_pref_muse) - X（旧Twitter）
- 千葉県立美術館ミュージアムショップ (@chibamuseumshop) - X（旧Twitter）
- 千葉県立美術館ミュージアムショップ (@chibaartmuse_museumshop) - Instagram
- 千葉県立美術館・Chiba Prefectural Museum of Art - YouTubeチャンネル
- 千葉県立美術館 (Chibakenbi) - Facebook